# Ernesto Corvalán Nanclares
Ernesto Abelardo Corvalán Nanclares (Mendoza, 12 de junio de 1918 - Mendoza, 31 de mayo de 2006) fue un abogado y político argentino, que ejerció como Ministro de la Corte Suprema de Justicia y como Ministro de Justicia de la Nación entre 1973 y 1976.

## Biografía
Era un abogado de larga trayectoria en la justicia de la provincia de Mendoza, y apoyó la formación del peronismo. Fue diputado provincial en 1951 y reelecto para el cargo en 1952, llegando a presidir la Cámara de Diputados provincial.
En enero de 1961 fundó junto con Alberto Serú García y otros el Partido Tres Banderas, de orientación neoperonista, con la intención de representar al peronismo —electoralmente proscripto desde el golpe de Estado de 1955— en las elecciones provinciales. En febrero del año siguiente, el PTB logró el 20% de los votos, sólo superado por el Partido Demócrata y —por muy escasa diferencia— por la UCRP. Los resultados hubieran sido más alentadores si no se hubiera presentado una segunda lista neoperonista, el Partido Blanco. En las elecciones de julio de 1963, el PTB nominó como candidato a gobernador a Corvalán Nanclares, que logró un 18,5%, siendo derrotado por el Partido Demócrata, que llevó a la gobernación a Francisco Gabrielli. En esta ocasión obtuvo dos diputados nacionales —Serú García y Emilio Fluixa— varios legisladores provinciales y siete intendentes municipales. En las elecciones legislativas de 1965, ambas ramas del peronismo se unieron a instancias de Serú García en el Movimiento Popular Mendocino, que quedó ajustadamente en segundo lugar y una importante participación en la Convención Constituyente provincial. Poco después hubo nuevamente elecciones a gobernador, precedidas por una elección interna que otorgó la candidatura a Serú García, que era apoyado por Augusto Timoteo Vandor, frente a Corvalán Nanclares, que era apoyado por María Estela Martínez de Perón, la esposa de Juan Domingo Perón, quien le había ofrecido la candidatura a gobernador a Seru Garcia, quien prefirió continuar su sociedad política con Vandor. El resultado fue una nueva derrota ante los demócratas, y la rápida disolución del neoperonismo en Mendoza, su provincia más fuerte.
También se desempeñó como ministro de la Corte Suprema de Justicia de la Nación entre 1973 y 1975, cargo al que renunció para ejercer como Ministro de Justicia de la Nación. Fue uno de los dirigentes de más confianza de la presidenta María Estela Martínez de Perón, especialmente a partir del alejamiento de José López Rega.
Al iniciarse el proceso de regreso de la Argentina a la democracia, dirigió una de las fracciones peronistas en la provincia, postulándose una vez más como precandidato a gobernador, pero fue derrotado por la lista liderada por José Carlos Motta, que a su vez sería derrotado en las elecciones de octubre de 1983 por la Unión Cívica Radical.
En los años siguientes publicó Justicalismo: la Hora de la Verdad (1984) y Mi bronca y una esperanza (1993). Se manifestó fuertemente contrario a los indultos de Carlos Menem a los criminales condenados por violación de los derechos humanos. Falleció en la ciudad de Mendoza en 2006.